# Landungsflottille
Die Landungsflottillen waren deutsche Flottillen der Kriegsmarine im Zweiten Weltkrieg.

## 1. Landungsflottille

### Flottillengeschichte
Die 1. Landungsflottille wurde am 26. Februar 1942 in Varna aufgestellt. Die Flottille hatte den Einsatz in Nachschubtransporten u. a. in den Geleitzügen „Kleiner Bär“ und „Hagen“ (1 bis 91, im Juni 1943 gemeinsam mit der 3. und 5. Landungsflottille) sowie in Minenunternehmungen im Schwarzen Meer und dem Asowschen Meer von Varna, Konstanza, Kertsch und Sewastopol aus. Ab Oktober 1942 agierte auch die neu aufgestellte 3. Landungsflottille im gleichen Einsatzraum. Die 1. Landungsflottille kam von der Einrichtung Ende Juli 1942 bis zur Auflösung des Einsatzstabes im September des gleichen Jahres zum neu eingerichteten Marineeinsatzstab Krim. Von Januar 1943 bis Oktober 1943 bestand ein Landungseinsatzstab Kertsch, worunter die 1., 3., 5. (1) (Aufstellung im April 1943) und 7. Landungsflottille (Aufstellung im Juli 1943) unterstellt wurden. Im November 1943 wurde die 5. Landungsflottille (1) aufgelöst und einige Boote kamen von dort zur Flottille.
Bei der Räumung des Schwarzen Meeres wurde die 1. Landungsflottille, wie auch die 3. Landungsflottille und 7. Landungsflottille, im August 1944 aufgelöst, wobei die Boote der Flottille gesprengt wurden.

### Boote der Flottille
| 1. Februar 1942 | 1. April 1942 | 1. Juli/1. August 1942 | 1. Oktober/1. November 1942 | 1. Januar/1. Februar/15. März 1943 | 1. Juli/24. Juli 1943 | 20. Oktober/1. November 1943 | 15. Januar 1944 |
| --------------- | ------------- | ---------------------- | --------------------------- | ---------------------------------- | --------------------- | ---------------------------- | --------------- |
| F 121           | F 143         | F 331                  | F 176                       | F 323                              | F 170                 | F 582                        | F 568           |
| F 122           | F 144         | F 334                  |                             | F 372                              | F 301                 | F 559                        | F 569           |
| F 125           | F 145         |                        | F 329                       | F 475                              | F 302                 | F 558                        |                 |
| F 126           |               | F 335                  | F 470                       | F 476                              | F 304                 | F 560                        |                 |
| F 127           |               | F 337                  | F 473                       |                                    | F 305                 | F 594                        |                 |
| F 128           |               | F 338                  | F 474                       | F 367                              | F 306                 | F 382                        |                 |
| F 130           |               | F 340                  | F 322                       | F 368                              | F 307                 | F 394                        |                 |
| F 132           |               | F 341                  |                             | F 369                              | F 316                 | F 395                        |                 |
| F 133           |               |                        |                             |                                    |                       | F 445                        |                 |
| F 134           |               |                        |                             | F 328                              | F 585                 | F 447                        |                 |
| F 135           |               |                        |                             | F 309                              |                       | F 521                        |                 |
| F 136           |               |                        |                             | F 371                              |                       |                              |                 |
| F 137           |               |                        |                             |                                    |                       | F 571                        |                 |
| F 138           |               |                        |                             |                                    |                       |                              |                 |
| F 139           |               |                        |                             |                                    |                       |                              |                 |

- Wohnschiff Evdoxia
- Stabsboot Lygurkos
- Führungsboot SW 1/Rostock

### Flottillenchef
- Oberleutnant zur See/Kapitänleutnant d. R. Max Giele: von der Einrichtung bis zur Auflösung[3]

## 2. Landungsflottille

### Flottillengeschichte
Die 2. Landungsflottille wurde im Oktober 1941 aufgestellt. Einsatzgebiet war der Seeweg von Sizilien bis nach Afrika. Die Unterstellung war unter dem Deutschen Seetransportchef Italien. Im Dezember 1941 wurde der Flottillenchef Scheck verwundet und musste die Position aufgeben. 1942 wurden Transporteinsätze vor Nordafrika durch die Flottille ausgeführt und im darauffolgenden Jahr Transport- und Rückführungseinsätze vor Südwestitalien.
Nach der Aufstellung der 2. Landungs-Division wurde die 2. Landungsflottille ab Juli 1943, wie auch die 4., kurzzeitig die 6. (1) und die 10. Landungsflottille, dieser Division unterstellt. Im Januar 1944 wurde die 2. Landungsdivision aufgelöst und die Unterstellung wechselte gemeinsam mit der 4. Landungsflottille zur 7. Sicherungs-Division.
Im September 1944 wurde die 2. Landungsflottille in die 4. Landungsflottille überführt.

### Flottillenchefs
- Kapitänleutnant z. V. Fritz Scheck: von der Aufstellung bis Dezember 1941, vorher Chef der Maasflottille[4]
- Korvettenkapitän/Fregattenkapitän Franz Flesche: von Dezember 1941 bis April 1943[5]
- Fregattenkapitän Gustav von Liebenstein: April/Mai 1943, anschließend Kommandeur der 2. Landungs-Division
- Korvettenkapitän d. R. Karl Wehrmann: von Mai 1943 bis zur Juni 1944, ab Februar 1944 zeitgleich Erster Admiralstabsoffizier der 7. Sicherungs-Division[6]
- Kapitänleutnant Alfred Zahel: von Juni 1944 bis zur Auflösung, vormals Chef der 8. Landungsflottille (1) und anschließend Chef der 4. Landungsflottille

## 3. Landungsflottille

### Flottillengeschichte
Die 3. Landungsflottille wurde im Oktober 1942 in Berdjansk aufgestellt. Einsatzgebiet war, wie auch bei der 1. Landungsflottille, im Schwarzen Meer und dem Asowschen Meer von Feodosia, Konstanza, Kertsch und Sewastopol aus. Konkreter war die 3. Landungsflottille für Nachschubtransporte, Blockadeunternehmungen und Räumtransporte eingesetzt.
Gemeinsam mit der 1. wurde die 3. Landungsflottille mit der Aufstellung dem Marineeinsatzstab Kertsch bis zur Auflösung des Einsatzstabes im Dezember 1942 zugeteilt. Von Januar 1943 bis Oktober 1943 bestand ein Landungseinsatzstab Kertsch, worunter erneut die 1., 3., 5. (1) (Aufstellung im April 1943) und 7. Landungsflottille (Aufstellung im Juli 1943) unterstellt wurden. Die der 5. Landungsflottille mit der Aufstellung zugeteilten Boote waren einsatzmäßig größtenteils der 3. Landungsflottille unterstellt.
Bei der Räumung des Schwarzen Meeres wurde die 3. Landungsflottille, wie auch die 1. Landungsflottille und 7. Landungsflottille, im August 1944 aufgelöst, wobei die Boote der Flottille gesprengt wurden.

### Boote der Flottille
| 31. Oktober/15. November 1942 | 31. Oktober/15. November 1942 | 20. März/1. Mai/1. Juli 1943 | 4. September/1. September/20. Oktober 1943 | 5. Februar 1944 |
| ----------------------------- | ----------------------------- | ---------------------------- | ------------------------------------------ | --------------- |
| F 127                         | F 469                         | F 373                        | F 573                                      | F 570           |
| F 135                         | F 472                         | F 374                        | F 574                                      | F 572           |
| F 142                         | F 532                         |                              |                                            |                 |
| F 162                         | F 533                         | F 313                        | F 579                                      |                 |
| F 168                         | F 534                         | F 386                        | F 586                                      |                 |
| F 306                         | F 535                         |                              | F 593                                      |                 |
| F 325                         | F 536                         | F 312                        |                                            |                 |
| F 326                         | F 537                         | F 314                        | F 516                                      |                 |
| F 332                         | F 538                         | F 315                        | F 564                                      |                 |
| F 333                         | F 539                         | F 326                        |                                            |                 |
| F 336                         |                               | F 471                        |                                            |                 |
| F 339                         | F 325                         |                              |                                            |                 |
| F 342                         |                               |                              |                                            |                 |

### Flottillenchefs
- Oberleutnant zur See Carlheinz Vorsteher: Oktober 1942, als 2. Asto des Marineeinsatzstab Krim[7]
- Korvettenkapitän Gustav Strempel: von Oktober 1942 bis Januar 1944, zugleich Chef des Landungseinsatzstabes Kertsch und später Chef des Landungseinsatzstabes Polarküste wurde[8]
  - Korvettenkapitän Carl Mehler: von September 1943 bis November 1943 als Chef der 5. Landungsflottille mit der Wahrnehmung der Geschäfte als Flottillenchef beauftragt und am 19. November 1943 schwer verwundet[9]
  - Kapitänleutnant Robert Alexy: von November 1943 bis Februar 1944 als Kapitänleutnant beim Stabe der Flottille mit der Wahrnehmung der Geschäfte als Flottillenchef beauftragt, später einziger Chef der 4. Transportflottille
- Kapitänleutnant d. R. Herbert Kuppig: von Februar 1944 bis zur Auflösung, vorher Kapitänleutnant beim Stabe der 7. Landungsflottille und anschließend Chef der 3. Artillerieträgerflottille[10]

## 4. Landungsflottille

### Flottillengeschichte
Die 4. Landungsflottille wurde im Mai 1943 in Toulon aufgestellt und hatte ihren Einsatzbereich an der italienischen Westküste von Rapallo und St. Margherita aus. Ebenso war der Einsatzraum um Sizilien und im ligurischen Meer. Nach der Aufstellung der 2. Landungs-Division wurde die 4. Landungsflottille ab Juli 1943, wie auch die 2., kurzzeitig die 6. (1) und die 10. Landungsflottille, dieser Division unterstellt. Im Januar 1944 wurde die 2. Landungsdivision aufgelöst und die Unterstellung wechselte gemeinsam mit der 2. Landungsflottille zur 7. Sicherungs-Division. Die Flottille war mit Marinefährprähme (F) ausgestattet.
Die Flottille bestand bis Kriegsende.

### Flottillenchefs
- Korvettenkapitän Erich Zimmermann: von der Aufstellung bis November 1944, vorher Chef der 11. Landungsflottille und anschließend Chef der 10. Landungsflottille
- Korvettenkapitän Alfred Zahel: von November 1944 bis zur Auflösung, vormals einziger Chef der 8. Landungsflottille (1) und vorher Chef der aufgelösten 2. Landungsflottille

## 5. Landungsflottille (1)

### Flottillengeschichte
Die 5. Landungsflottille wurde im April 1943 in Kertsch und Varna aufgestellt. Einsatzgebiet war, wie auch bei der 1. und 3. Landungsflottille, im Schwarzen Meer und dem Asowschen Meer von Genitschek, Konstanza, Kertsch und Sewastopol aus. Konkreter war die 5. Landungsflottille für Nachschubtransporte (Geleitzüge „Toni“, „Orion“, „Hagen“ und „Theodor“) und Räumtransporte eingesetzt.
Gemeinsam mit der 1., 3. und 7. Landungsflottille (Aufstellung im Juli 1943) war die 5. Landungsflottille dem im Januar 1943 neu eingerichteten Landungseinsatzstab Kertsch bis zur Auflösung des Einsatzstabes im Oktober 1943 zugeteilt. Die der Flottille mit der Aufstellung zugeteilten Boote waren einsatzmäßig größtenteils der 3. Landungsflottille unterstellt. Die Flottille wurde im November 1943 aufgelöst und die Boote auf die 1. und 7. Landungsflottille aufgeteilt.
Die 5. Landungsflottille wurde später ein zweites Mal aufgestellt.

### Boote der Flottille
| 11. Mai/1. Juni 1943 | 1. Juli 1943 | 15. August 1943 |
| -------------------- | ------------ | --------------- |
| F 211                | F 418        | F 577           |
| F 382                | F 419        | F 578           |
| F 394                | F 445        | F 581           |
| F 395                | F 446        | F 583           |
| F 496                | F 447        |                 |
| F 521                | F 492        |                 |
|                      | F 493        |                 |
| F 303                | F 575        |                 |
|                      | F 576        |                 |

### Flottillenchef
- Korvettenkapitän Carl Mehler: von der Aufstellung bis zur Auflösung, vormals einziger Chef der 23. Landungsflottille, zusätzlich ab September 1943 mit der Wahrnehmung der Geschäfte des Chefs der 3. Landungsflottille beauftragt und am 19. November 1943 schwer verwundet[9]
  - Kapitänleutnant Hans von Blücher: von September 1943 bis zur Auflösung als Kapitänleutnant beim Stabe der Flottille in Vertretung Flottillenchef

## 5. Landungsflottille (2)

### Flottillengeschichte
Im Juli 1944 wurde die 5. Landungsflottille im Bereich Kirkenes beim Kommandant der Seeverteidigung Kirkenes in Norwegen erneut aufgestellt. Für die Aufstellung wurde die 23. Landungsflottille herangezogen und diese aufgelöst. Die Flottille war mit Marinefährprähme (F) ausgestattet. Einsatzgebiet war die Polarküste um Kirkenes, später um Trömso.
Im September 1944 wurde der Landungseinsatzstab Polarküste aufgestellt, welcher bis April 1945 bestand. Die 5. (2), 6. (2), 8. und 9. Landungsflottille wurden diesem unterstellt, wobei der Landungseinsatzstab dem Admiral der norwegischen Polarküste unterstand.
Im November 1944 wurde die 5. Landungsflottille (2) für die Evakuierung Norwegens nach Tromsö verlegt und, wie auch bereits die 8. Landungsflottille, dem Seekommandant Tromsö unterstellt.
Die Flottille bestand bis April 1945.

### Flottillenchef
- Kapitänleutnant Felix Molle: von der Aufstellung bis zur Auflösung, vorher Chef der 12. Landungsflottille[14]

## 6. Landungsflottille (1)
Die 6. Landungsflottille wurde im Juni 1943 in Toulon aufgestellt und hatte ihren Einsatzbereich an der französischen Südküste um Toulon. Einsatzraum war ebenso das ligurische und teilweise das tyrrhenische Meer. Die Flottille war mit Marinefährprähme (F) ausgestattet. Nach der Aufstellung der 2. Landungs-Division wurde die 6. Landungsflottille für Juli 1943, wie auch die 2., 4. und die 10. Landungsflottille, kurz dieser Division unterstellt. Ende des gleichen Monats wurde die 6. Landungsflottille in die Ägäis verlegt und dort zur 15. Landungsflottille. Die Fahrzeuge der Flottille gingen an die 2. und 4. Landungsflottille.
Die 6. Landungsflottille wurde später ein zweites Mal aufgestellt.

## 6. Landungsflottille (2)

### Flottillengeschichte
Im Juni 1944 wurde in Hammerfest die 6. Landungsflottille ein zweites Mal aufgestellt und dem Kommandant der Seeverteidigung Hammerfest unterstellt. Für die Aufstellung wurde die 22. Landungsflottille herangezogen und diese aufgelöst. Die Flottille war mit Marinefährprähme (F) ausgestattet. Einsatzgebiet war die Polarküste um Hammerfest, später um Harstad.
Im September 1944 wurde der Landungseinsatzstab Polarküste aufgestellt, welcher bis April 1945 bestand. Die 5. (2), 6.(2), 8. und 9. Landungsflottille wurden diesem unterstellt, wobei der Landungseinsatzstab dem Admiral der norwegischen Polarküste unterstand. Nach der Auflösung des Seekommandanten Hammerfest im Januar 1945 kam die 6. Landungsflottille (2) zum Kommandant der Seeverteidigung Harstad.
Die Flottille bestand bis Kriegsende.

### Flottillenchefs
- Kapitänleutnant d. R. Werner Breitenstein: von der Aufstellung bis zur Februar 1945, vormals Chef der 15. Landungsflottille und anschließend Chef der 8. Landungsflottille[15]
- Kapitänleutnant Wilhelm Bretthorst: von Februar 1945 bis zur Auflösung, vormals Gruppenführer und Kapitänleutnant beim Stabe der 13. Landungsflottille, Chef der 22. Landungsflottille und Chef der 8. Landungsflottille[16]

## 7. Landungsflottille

### Flottillengeschichte
Die 7. Landungsflottille wurde im Juli 1943 in Varna aufgestellt. Die Aufgaben der Flottillen bestand in Transport-, Minen- und Sicherungseinsätzen im Schwarzen Meer. In der zeitweise bestehenden sogenannten Kampfgruppe Stelter agierte die Flottille gemeinsam mit Pionierverbänden. Gemeinsam mit der 1., 3. und 5. (1) (Aufstellung im April 1943) wurde die 7. Landungsflottille dem im Januar 1943 neu eingerichteten Landungseinsatzstab Kertsch bis zur Auflösung des Einsatzstabes im Oktober 1943 zugeteilt. Im November 1943 wurde die 5. Landungsflottille (1) aufgelöst und einige Boote kamen von dort zur Flottille.
Bei der Räumung des Schwarzen Meeres wurde die 7. Landungsflottille, wie auch die 1. Landungsflottille und 3. Landungsflottille, im September 1944 aufgelöst.

### Boote der Flottille
| 1. September 1943 | 1. November 1943 | 15. November 1943 | 1. Februar 1944 |
| ----------------- | ---------------- | ----------------- | --------------- |
| F 580             | F 575            | F 562             | F 593           |
| F 584             | F 576            | F 565             |                 |
| F 591             | F 581            | F 566             |                 |
| F 592             | F 583            |                   |                 |
| F 583             | F 168            |                   |                 |
|                   | F 563            |                   |                 |
|                   | F 567            |                   |                 |

### Flottillenchef
- Korvettenkapitän d. R. Bernhard Stelter: von der Aufstellung bis zur Auflösung, vorher Chef der 18. Landungsflottille, anschließend Kommandeur der neu aufgestellten 42. Marineersatzabteilung[17]

## 8. Landungsflottille (1)

### Flottillengeschichte
Anfang 1942 wurde in Bergen die 8. Landungsflottille aufgestellt. Sie hatte, wie auch die 21. Landungsflottille, geplant die Aufgabe beim Landungsunternehmen Fischerhalbinsel im Unternehmen Wiesengrund zu unterstützen. Die Durchführung des Unternehmens wurde aufgeschoben und im November 1942 wurde die 8. Landungsflottille wieder aufgelöst.
Die 8. Landungsflottille wurde später ein zweites Mal aufgestellt.

### Flottillenchef
- Kapitänleutnant Alfred Zahel: von der Aufstellung bis zur Auflösung, später Chef der 2. Landungsflottille und anschließend Chef der 4. Landungsflottille

## 8. Landungsflottille (2)

### Flottillengeschichte
Im September 1944 wurde zeitgleich mit der Aufstellung der 8. Landungsflottille, welche damit ein zweites Mal aufgestellt wurde, der Landungseinsatzstab Polarküste aufgestellt, welcher bis April 1945 bestand. Die 5. (2), 6. (2), 8. und 9. Landungsflottille wurden diesem unterstellt, wobei der Landungseinsatzstab dem Admiral der norwegischen Polarküste unterstand. Im September 1944 wurde die 8. Landungsflottille verlegt und, wie später auch die 5. Landungsflottille (2), dem Seekommandant Tromsö unterstellt.
Nach Kriegsende wurde die 8. Landungsflottille in der 4. Minenräumdivision des Deutschen Minenräumdienstes eingesetzt.

### Flottillenchefs
- Kapitänleutnant Wilhelm Bretthorst: von September 1944 bis zur Februar 1945, vormals Gruppenführer und Kapitänleutnant beim Stabe der 13. Landungsflottille, Chef der 22. Landungsflottille und anschließend Chef der 6. Landungsflottille (2)[16]
- Kapitänleutnant d. R. Werner Breitenstein: von der Februar 1945 bis zur Auflösung, vormals Chef der 15. Landungsflottille und Chef der 6. Landungsflottille (2)[15]

## 9. Landungsflottille

### Flottillengeschichte
Im Juni 1944 wurde in Narvik die 9. Landungsflottille aufgestellt und hatte das Einsatzgebiet an der Polarküste um Narvik. Die Flottille war über ihr Bestehen mit Marinefährprähme (F) und Artilleriefährprähme (AF) ausgestattet. Ab Juli 1944 war die 9. Landungsflottille in Narvik dem Kommandant der Seeverteidigung Narvik unterstellt.
Im September 1944 wurde der Landungseinsatzstab Polarküste aufgestellt, welcher bis April 1945 bestand. Die 5. (2), 6. (2), 8. und 9. Landungsflottille wurden diesem unterstellt, wobei der Landungseinsatzstab dem Admiral der norwegischen Polarküste unterstand.
Die Flottille bestand bis Kriegsende.
Nach Kriegsende wurde die 9. Landungsflottille in der 4. Minenräumdivision des Deutschen Minenräumdienstes eingesetzt.

### Flottillenchef
- Korvettenkapitän z. V. Martin Rasemann: von der Aufstellung bis zur Auflösung[18]

## 10. Landungsflottille

### Flottillengeschichte
Die 10. Landungsflottille wurde im Mai 1943 in Triest aufgestellt und hatte ihren Einsatzbereich im Gebiet nördlich von Sizilien. Die Flottille war anfangs mit Siebelfähren (SF) und Infanterie-Booten (J), später mit Marinefährprähme (F), ausgestattet. 1943 war die Flottille für Rückführungstransporte im Seegebiet vor Sizilien, Sardinien, Korsika und später im Jahr auch für Mineneinsätze eingesetzt. Im darauffolgenden Jahr kam es zu Transporteinsätzen in der Adria. Nach der Aufstellung der 2. Landungs-Division wurde die 10. Landungsflottille ab Juli 1943, wie auch die 2., 4., und kurzzeitig die 6. Landungsflottille (1), dieser Division unterstellt. Im Januar 1944 wurde die 2. Landungsdivision aufgelöst und die Unterstellung wechselte nicht wie die anderen beiden Landungsflottillen zur 7. Sicherungs-Division, sondern direkt unter den Seetransportchef Adria. Ab Dezember 1944 war die Unterstellung unter die 10. Sicherungs-Division.
Die Flottille bestand bis Kriegsende.

### Flottillenchefs
- Korvettenkapitän/Fregattenkapitän d. R. Hermann Roth: von der Aufstellung bis November 1944 (†)[19]
- Korvettenkapitän Erich Zimmermann: von Dezember 1944 bis zur Auflösung, vorher Chef der 11. Landungsflottille und Chef der 4. Landungsflottille

## 11. Landungsflottille

### Flottillengeschichte
Die 11. Landungsflottille wurde im Januar 1943 aus der 1. Flottillenstammabteilung Rotterdam aufgestellt und der 1. Landungs-Division, wie auch die 12. und 17. Landungsflottille, dieser Division unterstellt. Die Flottille war über ihr Bestehen mit Marinefahrprähme (F) und Motorprähme (Pmot) ausgestattet. Einsatzgebiet war 1943/44 im Kanalgebiet und 1945 erfolgte der Einsatz der Flottille für den Flüchtlingstransport im Bereich der mittleren Ostsee, anfangs aus Pillau und später aus Swinemünde.
Mit Beginn der alliierten Invasion wurde die 11. Landungsflottille der Division mit Übersetzaufgaben im Bereich der Seine betraut. Sie übernahm auch die Versorgung, Verstärkung und den Rücktransport der 15. Armee. Nach der deutschen Niederlage in der Normandie und der Räumung Frankreichs wurde die 1. Landungs-Division im November 1944 aufgelöst. Die Flottille waren bereits im Oktober 1944 in die Ostsee der 10. Sicherungs-Division zugeführt worden.
Ab dem 11. März 1945 begann die Evakuierung der in Kolberg (heute Kołobrzeg) eingeschlossenen Menschen mit Hilfe von Fährprähmen der 11. Landungsflottille und mit Unterstützung der 5. Artillerieträgerflottille.
Die Flottille bestand bis Kriegsende.

### Flottillenchefs
- Korvettenkapitän Erich Zimmermann: von der Aufstellung bis März 1943, anschließend Chef der 4. Landungsflottille und Chef der 10. Landungsflottille
- Korvettenkapitän d. R. Eckart Schröder: von April 1943 bis März 1944, anschließend Chef der 15. Landungsflottille und Chef der 21. Landungsflottille, dann Chef der 3. Artillerieträgerflottille[20]
- Korvettenkapitän Paul Kahle: von März 1944 bis August 1944, anschließend Chef der 4. Artillerieträgerflottille[21]
- unbekannt
- Korvettenkapitän d. R. Felix Wiegandt: von Januar 1945 bis April 1945, ab September 1944 stellvertretender Flottillenchef
- Korvettenkapitän d. R. Johannes Zaepernick: von April 1945 bis zur Auflösung

## 12. Landungsflottille

### Flottillengeschichte
Die 12. Landungsflottille wurde Mitte Dezember 1942 aus der 2. Flottillenstammabteilung Antwerpen aufgestellt und der 1. Landungs-Division, wie auch die 11. und 17. Landungsflottille, dieser Division unterstellt. Die Flottille war über ihr Bestehen mit Marinefahrprähme (F), Motorprähme (Pmot), schweren Artillerieträgern (SAT) und Artilleriefährprähme (AF) ausgestattet. Einsatzgebiet war 1943/44 im Kanalgebiet, 1944/45 erfolgten durch die Flottille Rückführungseinsätze vermutlich aus dem Kurland und 1945 der Einsatz in der westlichen Ostsee um Stralsund und Rostock.
Die 12. Landungsflottille und 17. Landungsflottille führten Ausbildungen im Seegebiet vor Belgien und in der westlichen Ostsee um Swinemünde aus. Nach der deutschen Niederlage in der Normandie und der Räumung Frankreichs wurde die 1. Landungs-Division im November 1944 aufgelöst. Die Flottille waren bereits im Oktober 1944 in die Ostsee der 10. Sicherungs-Division zugeführt worden. Am 1. Februar 1945 wurde aus der 12. Landungsflottille die 3. Sicherungs-Schulflottille und diese der im Januar 1945 neu aufgestellten Sicherungs-Lehr-Division unterstellt.

### Flottillenchefs
- Korvettenkapitän d. R. Karl Söhnlein: von der Aufstellung bis April 1944, vorher Chef der 1. Transportflottille[22]
- Kapitänleutnant Felix Molle: von April 1944 bis Juni 1944, anschließend einziger Chef der 5. Landungsflottille (2)[14]
- Kapitänleutnant Rolf Herzer: von Juni 1944 bis Oktober 1944 als Kapitänleutnant beim Stabe mit der Wahrnehmung der Geschäfte beauftragt, anschließend Chef der 6. Transportflottille[23]
- Korvettenkapitän d. R. Fritz Apitzsch: von Oktober 1944 bis Januar 1945, vormals Chef der 22. Landungsflottille[24]
- Korvettenkapitän Hans Richard Paschen: von Januar 1945 bis zur Auflösung, vormals 1. Asto beim Sonderstab Scheurlen und Chef der 15. Landungsflottille[25]

## 13. Landungsflottille

### Flottillengeschichte
Im Dezember 1941 wurde der Erprobungsverband Ostsee aufgelöst. Aus Personal und Material des Verbandes wurden die 13. und 17. Landungsflottille gebildet, die in Swinemünde als Ausbildungseinheiten für Landungsverbände dienten. Die Flottille war über ihr Bestehen mit Marinefährprähme (F) (27 Stück), motorisierte Güterschiffe (10 Stück), schwere Artillerieträger (SAT) (7 Stück), leichte Artillerieträger (LAT) (2 Stück), Verkehrsboote (8 Stück), Schlepper (2 Stück), Motorboote (3 Stück) und sieben sonstige Schiffe ausgestattet.
1942/43 war das Stabsquartier auf RO 24 ex Zonnewijk. Von Januar 1944 bis Juni 1944 war die 13. Landungsflottille für den Truppenrücktransport von der Balikumküste aus eingesetzt. Anschließend erfolgte bis Kriegsende der Einsatz für den Flüchtlingstransport.
Zu Kriegsende kam die 13. Landungsflottille bei der 9. Sicherungs-Division zum Einsatz. Im Februar 1945 hatte die 13. Landungsflottille gemeinsam u. a. mit der 24. Landungsflottillen und der 7. Artillerieträgerflottille einen Einsatz beim Unternehmen Walpurgisnacht.
Im März 1945 kämpfte die 13. Landungsflottille gemeinsam mit der 21. und 24. Landungsflottille im Kurland-Kessel.

### Boote der Flottille
- Marinefährprähme (F):
  - 1943: F 120, F 141, F 198, F 199, F 212, F 215, F 218, F 251, F 253, F 283, F 318, F 363, F 378, F 379, F 380, F 410, F 499, F 500, F 506, F 507, F 508, F 510, F 512, F 520, F 553, F 554, F 557
  - 1944: F 380, F 384, F 385, F 499, F 500, F 506, F 508, F 510, F 512, F 517, F 555, F 802, F 810, F 822, F 823, F 866, F 867, F 868, F 875, F 876, F 920
  - 1945: F 380, F 384, F 385, F 410, F 490, F 499, F 500, F 506, F 508, F 510, F 512, F 517, F 555, F 600, F 802, F 845, F 858, F 866, F 867, F 875, F 876, F 976, F 977, F 980, F 981, F 1048, F 1072
- Motorisierte Güterschiffe:
  - 1943: A 291, A 292, B 35, B 253, B 293, D 152, D 155, D 156
  - 1944: B 6, B 9, B 14, B 22, B 26, B 35, B 42, B 156, B 288, D 136
  - 1945: D 136
- Artillerieträger:
  - 1943: SAT 13
  - 1944: SAT 3, SAT 8, SAT 10, SAT 13, SAT 14, SAT 16, SAT 19
  - 1945: SAT 16, SAT 19, LAT 24, LAT 30
- Sonstige Schiffe:
  - 1943: RO 24, RO 45, Deutschland, Fritz Vollmer[26], Fidelio
  - 1944: RO 1, RO 24, RO 46, Deutschland, Fritz Vollmer, Harald, Heinrich Vollmer
  - 1945: UK 37, Propontis, Renate

### Flottillenchefs
- Korvettenkapitän/Fregattenkapitän Rolf Seeger: von der Aufstellung bis August 1943, anschließend Chef der 2. Transportflottille und der 1. Transportflottille[27]
- Korvettenkapitän Theodor Sonnemann: von August 1943 bis August 1944, anschließend Chef der 7. Artillerieträgerflottille[28]
- Kapitänleutnant Oswald Reinhardt: von August 1944 bis Oktober 1944 in Vertretung
- Korvettenkapitän Heinrich Wassmuth: von Oktober 1944 bis zur Auflösung, vorher Chef der 4. Artillerieträgerflottille und vormals Chef der 3. Artillerieträgerflottille

## 15. Landungsflottille

### Flottillengeschichte
Am 27. Juli 1943 wurde die gerade in die Ägäis verlegte 6. Landungsflottille (1) in die 15. Landungsflottille umbenannt und dem Admiral Ägäis unterstellt. Der Einsatzraum war das Ägäische Meer und vor Griechenland (Piräus). Die Flottille war über ihr Bestehen mit Siebelfähren (SF) (28 Stück), Infanterie-Booten (J) (29 Stück), Marinefährprähme (F) (6 Stück) und Motorseglern (5 Stück) ausgestattet. Mit der Räumung Griechenlands im November 1944 wurde die 15. Landungsflottille aufgelöst, wobei die 6. Gruppe, hauptsächlich mit Infanteriebooten ausgerüstet, bis Kriegsende auf Rhodos blieb.

### Boote der Flottille
- Marinefährprähme (F): F 123, F 124, F 370, F 497, F 897, F 898
- Siebelfähren (SF): SF 45, SF 105, SF 117, SF 118, SF 120, SF 121, SF 171, SF 191, SF 265, SF 266, SF 269, SF 270, SF 273, SF 274, SF 280, SF 284, SF 285, SF 290, SF 291, SF 292, SF 293, SF 294, SF 295, SF 296, SF 297, SF 298, SF 299, SF 300
- Infanterieboote (J): J-O-2, J-O-3, J-O-5, J-O-9, J-O-20, J-O-27, J-O-28, J-O-52, J-O-54, J-O-56, J-O-58, J-O-61, J-O-62, J-O-70, J-O-77, J-O-90, J-O-91, J-O-92, J-O-94, J-O-95, J-O-98, J-O-109, J-O-100, J-O-107, J-O-108, J-O-109, J-O-110, J-O-112, J-O-113
- Motorsegler: Enrichetta Maddalena, Nicolina Madre, Margherita, Michele G., Carmelo Padre

### Flottillenchefs
- Kapitänleutnant Werner Breitenstein: von der Aufstellung bis Januar 1944, später Chef der 6. Landungsflottille (2) und 8. Landungsflottille[15]
- Korvettenkapitän d. R. Hans Richard Paschen: von Januar 1944 bis März 1944, vormals 1. Asto beim Sonderstab Scheurlen und später letzter Chef der 12. Landungsflottille[25]
- Korvettenkapitän d. R. Eckart Schröder: von März 1944 bis zur Auflösung, vorher Chef der 11. Landungsflottille, anschließend Chef der 21. Landungsflottille und dann Chef der 3. Artillerieträgerflottille[20]

## 17. Landungsflottille

### Flottillengeschichte
Im Dezember 1941 wurde der Erprobungsverband Ostsee aufgelöst. Aus Personal und Material des Verbandes wurden die 13. und 17. Landungsflottille gebildet, die in Swinemünde als Ausbildungseinheiten für Landungsverbände dienten. Die Lehrflottille erhielt zwei Halbflottillen. Einsatzgebiet war die westliche Ostsee um Swinemünde. Die Flottille war über ihr Bestehen mit Marinefährprähme (F), Motorprähme (Pmot), und schweren (SAT) und leichten Artillerieträgern (LAT) ausgestattet.
Nach der Aufstellung der 1. Landungs-Division wurde die 17. Landungsflottille, wie auch die 11. und 12. Landungsflottille, dieser Division unterstellt. Die 17. Landungsflottille und 12. Landungsflottille führten Ausbildungen im Seegebiet der westlichen Ostsee um Swinemünde aus. Die Flottille war über ihr Bestehen mit Marinefahrprähme und schweren und leichten Artillerieträgern ausgestattet.
Zum 1. April 1942 wurde die 17. Landungsflottille in die 21. und 27. Landungsflottille aufgeteilt.

### Flottillenchef
- Korvettenkapitän Erich Brauneis: von der Aufstellung bis zur Auflösung, anschließend Chef der 21. Landungsflottille, dann Chef der 24. Landungsflottille[29]

## 18. Landungsflottille

### Flottillengeschichte
Die 18. Landungsflottille wurde am 15. Januar 1942 aufgestellt. Für die Aufstellung wurde die Marinehafenabteilung Le Havre herangezogen. Die Flottille war über ihr Bestehen mit Marinefährprähme (F) und Motorprähme (Pmot) ausgestattet. 1942 war die Flottille für Ausbildung in der Seine-Bucht von Le Havre, später von Rouen aus, eingesetzt. Im Jahr darauf erfolgte die Kanalinselversorgung von Boulogne aus.
Die 18. Landungsflottille wurde nicht der 1. Landungs-Division unterstellt. Vielmehr erfolgte die Unterstellung im Januar 1943 unter das 2. Flottenstammregiment.
Im April 1943 wurde die Flottille aufgelöst.

### Flottillenchefs
- Kapitän zur See Ernst Fischer: von der Aufstellung bis April 1942
- Fregattenkapitän Heinrich Barthels: von April 1942 bis Juli 1942
- Fregattenkapitän Hans Bess: von Juli 1942 bis Januar 1943, später in Vertretung Chef der 1. Landungs-Division[30]
- Korvettenkapitän d. R. Bernhard Stelter: von Januar 1943 bis zur Auflösung, anschließend einziger Chef der 7. Landungsflottille, dann Kommandeur der neu aufgestellten 42. Marineersatzabteilung[17]

## 21. Landungsflottille

### Flottillengeschichte
Zum 1. April 1942 wurde die 21. Landungsflottille gemeinsam mit der 27. Landungsflottille in Swinemünde aus der 17. Landungsflottille aufgestellt. Die Flottille war über ihr Bestehen mit Marinefahrprähme (F) und leichten Artillerieträgern (LAT) ausgestattet. Von April bis Juni 1942 verlegte die Flottille nach Kirkenes und kam dort zur Unterstellung unter der Admiral norwegische Polarküste. Die Flottille hatte, wie auch die 8. Landungsflottille (1), geplant die Aufgabe im Unternehmen Wiesengrund zu unterstützen. Die Durchführung des Unternehmens wurde aber aufgeschoben. Ende 1942 wurde die 21. Landungsflottille durch die 22. Landungsflottille abgelöst. 1943 war die Flottille zur Ausbildung in der westlichen Ostsee und hatte ihr Stabsquartier auf H 27 ex San Mateo. Von März 1944 bis September 1944 war die Flottille in der östlichen Ostsee um Reval, Windau und Libau eingesetzt und war, wie auch die 24. Landungsflottille, am Unternehmen Tanne beteiligt. Ab Oktober 1944 war bis Jahresende die Aufgabe der Flottille die Truppenrückführung über die östliche Ostsee.
Zu Kriegsende kam die 21. Landungsflottille bei der 9. Sicherungs-Division zum Einsatz. Im März 1945 kämpfte die 21. Landungsflottille gemeinsam mit der 13. und 24. Landungsflottille im Kurland-Kessel. Die 21. Landungsflottille wurde im Januar 1945 aufgelöst.

### Flottillenchefs
- Korvettenkapitän Erich Brauneis: von der Aufstellung bis Februar 1943, vorher einziger Chef der 17. Landungsflottille, anschließend Chef der 24. Landungsflottille[29]
- Korvettenkapitän d. R. Hans Möhring: von Februar 1943 bis Dezember 1944[31]
- Korvettenkapitän Eckart Schröder: von Dezember 1944 bis zur Auflösung, vorher Chef der 15. Landungsflottille und Chef der 11. Landungsflottille, anschließend Chef der 3. Artillerieträgerflottille[20]

## 22. Landungsflottille

### Flottillengeschichte
Die 22. Landungsflottille wurde am 20. September 1942 in Swinemünde, wie auch die 23. Landungsflottille, zur Bereitstellung von Marinefährprähme (F) für den Norwegen-Einsatz aufgestellt. Die Flottille war zusätzlich mit Artillerieträgern ausgestattet. Von Oktober 1942 bis Dezember 1942 war die Flottille auf dem Verlegungsmarsch nach Kirkenes, um dort die 21. Landungsflottille abzulösen. Ab 1943 hatte die Flottille die Aufgabe des Flakschutzes und des Transports. Im März 1943 wurde sie dann durch die 23. Landungsflottille abgelöst. Von Januar bis Juni 1944 wurde die 22. Landungsflottille in 6. Landungsflottille (2) überführt.

### Flottillenchefs
- Korvettenkapitän d. R. Fritz Apitzsch: von der Aufstellung bis Februar 1943, anschließend Chef der 12. Landungsflottille[24]
- Kapitänleutnant Wilhelm Bretthorst: von Februar 1943 bis zur Auflösung, vormals Gruppenführer und Kapitänleutnant beim Stabe der 13. Landungsflottille, später Chef der 8. Landungsflottille und Chef der 6. Landungsflottille (2)[16]

## 23. Landungsflottille

### Flottillengeschichte
Die 23. Landungsflottille wurde am 1. Oktober 1942 in Swinemünde, wie auch die 22. Landungsflottille, zur Bereitstellung von Marinefährprähme (F) für den Norwegen-Einsatz aufgestellt. Von Dezember 1942 bis März 1943 war die Flottille auf dem Verlegungsmarsch nach Kirkenes, um dort die 22. Landungsflottille abzulösen. Von da an war die Flottille bis zu ihrer Auflösung mit Minen- und Artillerieeinsätzen gegen sowjetische Brückenköpfe betraut. Im Juni 1944 wurde die 23. Landungsflottille in 5. Landungsflottille (2) umbenannt.

### Flottillenchef
- Korvettenkapitän Carl Mehler: von der Aufstellung bis zur Auflösung, anschließend einziger Chef der 5. Landungsflottille (2), zusätzlich ab September 1943 mit der Wahrnehmung der Geschäfte des Chefs der 3. Landungsflottille beauftragt und am 19. November 1943 schwer verwundet[9]

## 24. Landungsflottille

### Flottillengeschichte
Die 24. Landungsflottille wurde am 15. Februar 1943 durch die Umbenennung der 27. Landungsflottille aufgestellt. Die Flottille war über ihr Bestehen mit Marinefährprähme (F), Artillerieträger, Artilleriefährprähme (AF), Marinenachschubleichter und Siebelfähren (SF) ausgestattet.
Ab März 1943 war die Flottille für zwei Monate für Mineneinsätze im Finnenbusen um Reval aktiv, wobei das Stabsquartier Ro 22 ex Westplein war, um anschließend bis November des gleichen Jahres U-Jagd-Einsätze in der östlichen Ostsee durchzuführen. Von März 1944 bis Juli 1944 folgten erneut Mineneinsätze im Finnenbusen, diesmal um Kotka. Im September 1944 war die Flottille, wie auch die 21. Landungsflottille, beim Unternehmen Tanne beteiligt. Anschließend folgte bis Kriegsende der Einsatz für Räumungs- und Rückführungseinsätze.
Zu Kriegsende kam die 24. Landungsflottille bei der 9. Sicherungs-Division zum Einsatz. Im Februar 1945 hatte die 24. Landungsflottille gemeinsam u. a. mit der 13. Landungsflottillen und der 7. Artillerieträgerflottille einen Einsatz beim Unternehmen Walpurgisnacht.
Im März 1945 kämpfte die 24. Landungsflottille gemeinsam mit der 13. und 21. Landungsflottille im Kurland-Kessel.
Die Flottille bestand bis Kriegsende.

### Flottillenchef
- Korvettenkapitän Erich Brauneis: von der Aufstellung bis zur Auflösung, vorher einziger Chef der 17. Landungsflottille und Chef der 21. Landungsflottille[29]

## 27. Landungsflottille

### Flottillengeschichte
Zum 1. April 1942 wurde die 27. Landungsflottille gemeinsam mit der 21. Landungsflottille in Swinemünde aus der 17. Landungsflottille aufgestellt. Die Flottille war über ihr Bestehen mit Minenfährprähme (F), leichten (LAT) und schweren Artillerieträger (SAT), Transportfährprähme und Siebelfähren (SF) ausgestattet. Die Flottille wurde für Mineneinsätze im Finnenbusen um Reval und im Bottenbusen eingesetzt.
Mitte Februar 1943 wurde die 27. Landungsflottille in 24. Landungsflottille umbenannt.

### Flottillenchef
- Kapitän zur See Günter Massberg: von der Aufstellung bis zur Auflösung